# 非現住建造物等放火罪
非現住建造物等放火罪（ひげんじゅうけんぞうぶつとうほうかざい）とは、刑法に規定された犯罪類型の一つ。放火して非現住建造物等を焼損し、よって公共の危険を生じさせた場合に成立する（刑法109条第1項）。法定刑は2年以上の有期拘禁刑。
本罪の犯罪が成立するためには公共の危険が発生したことが立証されることは不要である（抽象的危険犯）。

## 非現住建造物等
｢現に人が住居に使用せず、かつ、現に人がいない建造物、艦船又は鉱坑｣と定義されている。つまり｢現住｣建造物（等）だけでなく｢現在｣建造物（等）にも該当しないものが非現住建造物（等）である。なお、現代語化以前においては「現ニ人ノ住居ニ使用セス又ハ人ノ現在セサル」となっていたが、これは明らかな立法ミスであり、現行法と同じ適用範囲に解されていた。

## 自己の所有物への放火の特則
刑法109条1項の客体に形式的に該当する場合でも、それが行為者自身の所有物（自己の物）である場合は、6ヶ月以上7年以下の拘禁刑に法定刑が軽減され（109条2項）、未遂罪や予備罪の規定も適用されない。本罪には財産罪的な側面もあるからである。ただし、115条に該当する場合（「差押えを受け、物権を負担し、賃貸し、又は保険に付したものである場合」）はこの第2項の犯罪は適用されず、第1項の犯罪が適用される。なお、この第2項の犯罪については、公共の危険が発生したことが立証されることが必要である（109条2項但書、具体的危険犯）。

### 公共の危険の認識の要否
2項の罪の成立に、公共の危険の認識が必要かどうかをめぐって争いがある。認識は不要とするのが判例（大判昭和6年7月2日刑集10巻303頁）であるが、学説上は、109条2項は公共の危険の発生を構成要件要素とする具体的危険犯なので、故意の内容として公共の危険の発生の認識が必要であるとするのが多数説である。

### 延焼罪
自己所有非現住建造物等放火罪を犯し、よって自己所有の非現住建造物等以外の建造物等に延焼させた場合、延焼罪（111条1項）が成立する。なお、結果的加重犯である延焼罪の法定刑は3月以上10年以下の拘禁刑であり、基本犯である自己所有非建造物等放火罪の法定刑よりも下限が軽いという不均衡が生じている。